# Миколаївський обласний центр медичної реабілітації та спортивної медицини
Миколаївський обласний центр медичної реабілітації та спортивної медицини є лікувально-профілактичним закладом охорони здоров'я області, що забезпечує надання вторинної (спеціалізованої) консультативної, стаціонарної і амбулаторної медичної допомоги з відновного (реабілітаційного) лікування населенню м. Миколаєва та Миколаївської області.

## Історія
Докладніше: Водолікарня доктора Кенігсберга
Водолікарня була відкрита 29 липня у 1901 р. за ініціативою лікаря-гідропата Михайла Кенігсберга.
Великі втрати заклад поніс під час Першої світової та громадянської війн: у 1918 р. приміщення було зайняте німецькими військами, а на початку 1920 р. — відведено під гуртожиток для біженців. У грудні того ж року водолікарню було націоналізовано та протягом 6 років за допомогою Червоного Хреста проводились роботи по її відновленню.
У травні 1927 р. заклад було перейменовано у Фізіотерапевтичну лікарню ім. Жовтневої революції. Відкрилися нові відділення та збільшився штат працівників.
Під час Другої світової війни у стаціонарі розташовувалося неврологічне відділення миколаївської міської лікарні, також було розгорнуто два відділення евакошпиталя. За період окупації німці пристосували здравницю під військовий шпиталь та конюшню, гідропатичне відділення — під склади для фуражу. Після звільнення м. Миколаєва відбудова потребувала багато часу, але незважаючи на це, у квітні 1944 р. заклад прийняв перших хворих. Згодом, послуги і профіль лікарні було розширено (світлолікування, парафінолікування, рентген-кабінет та ін.). 
У 1946 р. при водолікарні було організовано стаціонар-санаторій для лікування інвалідів війни, демобілізованих, а також людей, для яких виїзд на лікування за межі області був неможливим. У 1951 р. заклад реорганізовано у Миколаївську бальнеологічну лікарню, у 1955 р. перейменовано у Миколаївську обласну бальнеологічну лікарню, а у 1965 р. — у Миколаївську обласну фізіотерапевтичну лікарню.
З 1978 р. лікарня носить звання «Установа високої медичної культури». У різні часи її очолювали М. Кравченко, М. Златопольський, А. Стадниченко, Г. Мозкова, О. Сметюк, В. Лосицька.

## Будівля
Побудована у мавританському стилі за проєктом інженера І. Рейхенберга та за наглядом міського архітектора Е. Штукенберга. Вражала витонченістю внутрішнього оздоблення та технічними удосконаленнями для водолікування. Відвідувачі могли скористатися душем «шарко», спіральним душем, сухопарником, «римською лазнею», мармуровим басейном з проточною водою, фаянсовими напівваннами для масажу та обливання, сидячими ваннами тощо. Криниця на подвір'ї (47 м) забезпечувала лікарню кращою водою у місті. Навколо був розбитий великий сад. Водолікарня працювала цілий рік, за винятком свят. Пропускна спроможність на той час складала 50 осіб на день. Комплекс будівель водолікарні доктора Кенігсберга є пам'яткою історії, монументального мистецтва та архітектури місцевого значення.

## Структура
- Реабілітаційне відділення
- Стаціонар денного перебування хворих
- Стаціонар цілодобового перебування хворих
- Відділення спортивної медицини